# Ovini
Ovini is een geslacht van weekdieren uit de klasse van de Gastropoda (slakken).

## Soort
- Ovini petalius Simone, 2013